# Голышевское
Голышевское (укр. Голишівське) — село, Белопольская городская община, Сумский район, Сумская область, Украина.
Код КОАТУУ — 5920687404. Население по переписи 2001 года составляло 11 человек .

## Географическое положение
Село Голышевское находится в 3-х км от реки Вир на границе с Россией. На расстоянии до 1,5 км расположены сёла Будки и Атинское. Рядом проходит автомобильная дорога Т-1918.